# Gasteruption psilomma
Gasteruption psilomma is een vliesvleugelig insect uit de familie van de Gasteruptiidae. De wetenschappelijke naam van de soort is voor het eerst geldig gepubliceerd in 1904 door Jean-Jacques Kieffer.